# Fibre bianche
Nella muscolatura è possibile identificare due tipi di fibre: fibre bianche e fibre rosse. Le fibre bianche, a differenza delle fibre rosse, sono più adatte alla velocità, per esempio negli sport come la corsa, oppure la staffetta e utilizzano un meccanismo di contrazione anaerobico, mentre le fibre rosse sono più adatte per attività di lunga durata, cioè nella resistenza e utilizzano un meccanismo di contrazione aerobico. 
Nella terminologia anglosassone sono usati i termini slow twitch fiber e fast twitch fiber. Questa differenza è presente nella muscolatura degli animali, e di conseguenza anche nelle carni alimentari. Nello stesso individuo sono presenti in rapporti diversi. Alcuni muscoli, dedicati a funzioni come il mantenimento della postura eretta, hanno prevalenza di fibre rosse.
Chi ha nel proprio organismo un numero maggiore di fibre bianche sarà più veloce, ma meno resistente. Mentre chi avrà più fibre rosse che hanno un contenuto maggiore di mioglobina, sono più resistenti, ma meno adatti negli scatti. Vi sono inoltre particolari fibre dette fibre intermedie, sorta di passaggio da quelle veloci a quelle lente.